# 康王 (楚)
康王（こうおう）は、春秋時代の楚の王。姓は羋、氏は熊。諱は昭。共王の子。

## 生涯
共王31年（紀元前560年）9月、共王が薨去すると、後を嗣いで楚王となった。呉の侵入があったが、司馬の公子午（子庚）が庸浦で戦って撃退した。康王元年（紀元前559年）、公子貞（子嚢）が軍を率いて呉を攻撃したが、敗れた。康王2年（紀元前558年）、公子午を令尹とし、公子罷戎を右尹とし、蔿子馮を大司馬とし、公子橐師を右司馬とし、公子成を左司馬とし、屈到を莫敖とし、公子追舒（子南）を箴尹とし、屈蕩を連尹とし、養由基を宮厩尹とした。
康王3年（紀元前557年）、晋の荀偃と欒黶が侵攻してきた。公子格が軍を率いて迎撃し、湛阪で晋軍と戦ったが敗れた。康王5年（紀元前555年）、鄭の子孔が晋から離反し、国内の反対派を排除するために楚軍の出動を求めてきた。康王は公子午に命じて鄭に侵攻させたが、楚軍は死者を多数出して撤退した。康王6年（紀元前554年）、鄭の子革・子良が楚に亡命してきた。康王7年（紀元前553年）、蔡の公子履や陳の哀公の弟の黄が楚に亡命してきた。
康王8年（紀元前552年）、令尹の公子午が死去すると、代わりに蔿子馮を令尹とした。晋の欒盈が楚に亡命してきた。康王9年（紀元前551年）、康王は公子追舒（子南）と観起を処刑した。康王10年（紀元前550年）、慶氏が陳で反乱を起こすと、楚の屈建が陳の哀公とともに陳を包囲し、慶虎・慶寅らを殺した。康王は哀公の弟の黄を陳に帰国させた。康王11年（紀元前549年）、康王は軍を率いて呉に侵攻したが、戦果なく撤退した。
斉の荘公が会見を求めたため、康王は蔿啓彊を使者として調整させたが、晋軍が出動したため、会見はおこなわれなかった。康王は斉を救援するために鄭に侵攻し、鄭の東門を攻撃して棘沢に宿営した。晋を中心とする諸侯が鄭の救援にやってくると、康王は撤退した。
呉が舒鳩の人を招いて楚から離反させようとした。舒鳩の君主は離反の事実がないと楚に弁明したが、康王は舒鳩を攻撃しようとした。蔿子馮が王を諫め、康王は攻撃を取りやめた。
康王12年（紀元前548年）、令尹の蔿子馮が死去したため、代わりに屈建を令尹とした。舒鳩が楚から離反すると、屈建は舒鳩を攻撃し、舒鳩を救援にやってきた呉軍を撃破した。8月、屈建は舒鳩を包囲して滅ぼした。12月、呉王諸樊が楚に侵攻し、巣の城門を攻撃してきた。巣牛臣が城門を開いて呉王を誘いこみ、諸樊を射殺した。
康王13年（紀元前547年）夏、康王は秦人とともに呉に侵入し、雩婁に達したが、呉の防備が固かったため撤退した。ついで鄭に侵入し、城麇に達し、鄭の皇頡を破った。冬、康王は蔡や陳の軍とともに鄭を攻撃した。
康王14年（紀元前546年）、屈建を宋に派遣し、晋の趙武・魯の叔孫豹・蔡の公孫帰生・衛の石悪・陳の孔奐・鄭の良霄らと会合させた。
康王15年（紀元前545年）12月、薨去した。在位15年。